# Nolan Arenado
Nolan James Arenado (Newport Beach, California, 16 de abril de 1991) es un beisbolista profesional estadounidense de ascendencia  cubana cuya posición es la tercera base. Fue seleccionado en la segunda ronda del draft de 2009 por los Colorado Rockies, equipo con el cual debutó en las mayores en 2013.
Gracias a sus excelentes cualidades defensivas, Arenado ganó el Guante de Oro en sus primeras ocho temporadas de forma consecutiva, y también ha sido galardonado con el Premio Fielding Bible y el Premio Wilson al Jugador Defensivo del Año. En 2015, participó en su primer Juego de Estrellas y ganó su primer Bate de Plata, liderando la Liga Nacional en jonrones y carreras impulsadas, logros que repitió en la temporada 2016. También ha ganado cuatro Guantes de Platino de forma consecutiva.

## Carrera profesional

### Ligas menores
Arenado fue seleccionado en la segunda ronda (59na selección global) del draft de 2009 por los Rockies de Colorado, y debutó profesionalmente ese mismo año con los Casper Ghosts de la liga de novatos. En 2010, jugó con los Asheville Tourists de la Liga del Atlántico Sur de Clase A, y en 2011 con los Modesto Nuts de la Liga de California de Clase A avanzada, año en el que lideró las ligas menores con 122 carreras impulsadas y participó en el Juego de Futuras Estrellas junto a Wilin Rosario como representantes de los Rockies. En 2012, jugó con los Tulsa Drillers de la Liga de Texas de Clase AA, y nuevamente participó en el Juego de Futuras Estrellas.

### Colorado Rockies
A pesar de un buen rendimiento en los entrenamientos primaverales de 2013, Arenado fue asignado a los Colorado Springs Sky Sox de Clase AAA al iniciar la temporada. Sin embargo, fue llamado a Grandes Ligas el 28 de abril, debutando ese mismo día ante los Diamondbacks de Arizona en el Chase Field. En su segundo juego, ante Los Angeles Dodgers, conectó sus primeros tres hits, incluyendo su primer jonrón, aportando a la victoria de su equipo por 12-2. Finalizó la temporada con registro ofensivo de .267/.301/.405, 10 jonrones y 52 impulsadas. El 29 de octubre de 2013, Arenado se convirtió en el primer novato en ganar un Guante de Oro como tercera base desde 1957.
El 5 de abril de 2014, Arenado tuvo su primer juego con múltiples jonrones, contra Brandon McCarthy de los Diamondbacks de Arizona. El 8 de mayo rompió el récord de los Rockies con 28 juegos consecutivos conectando de hit, el cual había establecido Michael Cuddyer la temporada anterior. El 23 de mayo, sufrió una lesión de dedo en martillo al deslizarse a segunda base, por lo que fue colocado en la lista de lesionados de 15 días y se perdió 37 juegos, regresando al equipo el 28 de junio. Al final de la temporada también perdió tiempo de juego debido a una contusión en el pecho y una neumonía, por lo que finalizó la temporada participando en solo 111 juegos, con línea ofensiva de .287/.328/.500, 18 jonrones y 61 impulsadas, además de ganar su segundo Guante de Oro.
En 2015, fue seleccionado a su primer Juego de Estrellas como tercera base reserva. El 5 de septiembre conectó un jonrón por sexto juego consecutivo, rompiendo la marca del equipo que compartían Dante Bichette y Larry Walker. Ganó su primer premio de Jugador del Mes por su rendimiento en septiembre, mes en el cual bateó para promedio de .339 con 11 jonrones, 32 impulsadas y 79 bases totales. Al culminar la temporada, colideró la Liga Nacional junto a Bryce Harper con 42 jonrones y fue líder con 130 impulsadas y 354 bases totales. Adicionalmente, tuvo promedio de .287 y 43 dobles, por lo que ganó su primer Bate de Plata. También impuso una marca en Grandes Ligas con 89 extra bases conectados para un tercera base en una temporada, superando el total de 87 que estableció Chipper Jones en 1999. A la defensiva, ganó su tercer Guante de Oro consecutivo y por primera vez fue galardonado con el Premio Fielding Bible y el Premio Wilson al Jugador Defensivo del Año. A pesar de su rendimiento en la temporada regular, quedó en la octava posición de las votaciones al Jugador Más Valioso de la Liga Nacional detrás de Harper, Paul Goldschmidt, Joey Votto, Anthony Rizzo, Andrew McCutchen, Jake Arrieta y Zack Greinke.
El 15 de enero de 2016, Arenado evitó el arbitraje con los Rockies al acordar por un año y $5 millones. Participó en el Juego de Estrellas de 2016, y conectó el jonrón 100 de su carrera el 8 de agosto. En 160 juegos, finalizó la temporada con promedio de .264, 182 hits, 35 dobles, seis triples, líder de la Liga Nacional con 41 jonrones, 116 carreras anotadas y líder de las mayores con 133 impulsadas. Ganó su cuarto Guante de Oro, convirtiéndose en el primer tercera base de la historias en ganar el premio en sus primeras cuatro temporadas, y también recibió su segundo Bate de Plata.
El 2 de julio de 2017, fue anunciado como el tercera base titular de la Liga Nacional para el Juego de Estrellas, siendo la tercera ocasión que es convocado a dicho encuentro de forma consecutiva. Finalizó la temporada con promedio de .309, 37 jonrones, 43 dobles y 130 impulsadas, por lo que fue galardonado por tercera ocasión con el Bate de Plata; y defensivamente ganó por quinta vez consecutiva el Guante de Oro.
En 2018, Arenado fue escogido como el tercera base titular de la Liga Nacional para el Juego de Estrellas por segunda ocasión de manera consecutiva y cuarta en general, luego de registrar un promedio de bateo de .305 con 22 jonrones y 63 impulsadas durante la primera mitad de la temporada. En 156 juegos en total, terminó la temporada con .297 de promedio, líder de la Liga Nacional con 38 jonrones, 104 carreras anotadas y 110 impulsadas, por lo que ganó su cuarto Bate de Plata, y adicionalmente fue premiado con su sexto Guante de Oro de manera consecutiva.
El 26 de febrero de 2019, Arenado acordó una extensión de contrato por ocho años y $260 millones de dólares con los Rockies. El 22 de abril se convirtió en el noveno jugador de los Rockies en llegar a los 1,000 hits con un jonrón en un partido contra los Nacionales. El 25 de mayo, conectó el jonrón número 200 de su carrera, un cuadrangular de tres carreras contra los Orioles de Baltimore. Fue seleccionado por votación de los fanáticos para comenzar en el Juego de Estrellas en la tercera base de la Liga Nacional, su quinta participación consecutiva. El 6 de agosto se convirtió en el tercera base que alcanzó más rápido las 700 carreras impulsadas. 
Arenado terminó la temporada 2019 bateando .315/.379/.583 y ocupando el quinto lugar en la Liga Nacional en jonrones (41), carreras anotadas (104), carreras impulsadas (118), promedio de bateo (.315) y porcentaje de embasado más slugging (.962). Ganó su séptimo Guante de Oro consecutivo y su tercer Guante de Platino consecutivo.
En la temporada 2020 acortada por la pandemia, Arenado bateó .253/.303/.434 con ocho jonrones y 26 carreras impulsadas en 48 juegos. Ganó su octavo Guante de Oro consecutivo en tercera base, empatando a Scott Rolen en el tercer puesto con mayor cantidad de Guantes de Oro en dicha posición.

### St. Louis Cardinals
El 1 de febrero de 2021, los St. Louis Cardinals adquirieron a Arenado y $50 millones de los Rockies a cambio de Austin Gomber, Mateo Gil, Tony Locey, Elehuris Montero y Jake Sommers. Conectó su primer jonrón como Cardenal el 29 de marzo en el Great American Ball Park en una derrota por 9-6 ante los Cincinnati Reds. Conectó su primer jonrón en el Busch Stadium como Cardenal en el primer partido en casa del equipo el 8 de abril, un jonrón de dos carreras para la ventaja en un juego en el que los Cardinals ganaron 3-1 a los Milwaukee Brewers.
Con un bateo de (.263 / .316 / .507) con 16 jonrones y 52 carreras impulsadas, Arenado fue nombrado tercera base titular de la Liga Nacional en el Juego de estrellas de las Grandes Ligas de Béisbol 2021 en Denver.